# T’Pol
T’Pol a Star Trek: Enterprise című amerikai sci-fi tévésorozat egyik főszereplője, az Enterprise űrhajó tudományos tisztje. Jolene Blalock alakítja.
T’Pol egy vulkáni nő. Az NX01 nevet viselő hajón szolgált, mint vulkáni kutatótiszt. Ő az első vulkáni tiszt, aki hosszabb ideig szolgált földi űrhajón. 2151 áprilisában küldték az Enterprise-ra a vulkániak, hogy megfigyelje a kapitányt, Jonathan Archert, akit a vulkániak alkalmatlannak tartottak. Annak ellenére a hajón maradt, hogy felettesei többször próbálták visszahívni szülőbolygójára. Végül parancsnok lett a Csillagflottánál.
T’Pol jóval érzelmesebb, mint a legtöbb vulkáni (akik hagyományosan nem mutatják ki érzelmeiket). Egy vulkáni hajó kutatásakor a vulkáni érzelemkontrollt elvesztette. Szerelmes Tucker-be, aki viszonozza az érzéseket, de egyik sem vallaná be érzelmeit. Ugyanakkor
néhány epizódban azt sugallja a viselkedése, hogy Archer kapitányt is nagyon kedveli, de felé nem akar – vagy nem mer közeledni, valószínűleg azért, mert a Tucker-rel kapcsolatos érzelmeit is túlzottnak tartja már. 
Legtöbbször ő kíséri el a kapitányt azokra a küldetésekre, amelyeket az időutazó ügynök Daniels bíz rájuk, általában akaratuk ellenére. A Carpenter street című részben hangot ad véleményének az emberekből hiányzó előrelátásról is, amikor a benzinnel működő autókat meglátja, és Archer elmondja neki a fosszilis tüzelőanyagok szerepét. A Földön tapasztalt túlzott udvariaskodás és mesterkéltség láthatóan zavarja, hiszen ezek a tulajdonságok éles ellentétben állnak a vulkániak nyugalmat kereső természetével.